# Hannes Seyer
Hannes Seyer (* 7. November 1967 in Alberndorf in der Riedmark) ist ein österreichischer Tischtennis-Nationalspieler, -trainer und Funktionär.

## Werdegang
Hannes Seyer wurde viermal für die Teilnahme an Jugend-Europameisterschaften nominiert. Mehrmals gewann er die österreichischen Meisterschaften in den Altersklassen U14 bis U21. 1990 wurde er Landesmeister des Bundeslandes Oberösterreich im Einzel und Doppel. Er spielte in der österreichischen Bundesliga bei den Vereinen DSG U. Waldegg Linz, ATSV Lenzing und ASKÖ Glas Wiesbauer Mauthausen.
1991 nahm er an der Weltmeisterschaft im japanischen Chiba teil. Hier erreichte er im Teamwettbewerb Platz 9.
In den 1990er Jahren begann er seine 20-jährige Trainertätigkeit in Oberösterreich. Ab 2015 übernahm er auch Funktionärsaufgaben, etwa als Vizepräsident Sport im Österreichischen Tischtennisverband bis 2017. Bereits 2013 wurde er für seine besonderen Verdienste als Funktionär mit dem ÖTTV Ehrenzeichen in Silber ausgezeichnet.

## Privat
Hannes Seyer ist verheiratet und hat zwei Kinder.